# Sid Lowe
Simon Lowe (Islington, 21 de junio de 1976), conocido como Sid Lowe, es un columnista británico que ha estado cubriendo el fútbol español para el periódico The Guardian y la web Guardian Unlimited desde 2001. También aparece regularmente (vía telefónica) en el Podcast de The Guardian Football Weekly, donde da información actualizada sobre las últimas noticias en La Liga, de la primera división española. Escribe regularmente para World Soccer, FourFourTwo y The Daily Telegraph. También trabaja como comentarista de fútbol y colaborador en programas de televisión de España (La Sexta), EE. UU. y Asia, ha actuado como traductor para los futbolistas David Beckham, Michael Owen, Thomas Gravesen y también en una conferencia de prensa para Alex Ferguson.
En febrero de 2008 Sid Lowe terminó un doctorado, titulado "La Juventud de Acción Popular en España, 1932-1937" en la Universidad de Sheffield, Reino Unido. La tesis se basa en los orígenes de la guerra civil española.
En agosto de 2008 Lowe publicó un controvertido artículo que incluía una fotografía mostrando a la selección española de baloncesto, en un anuncio para la empresa Seur, adoptando un gesto que podría ser interpretado como racista por la comunidad asiática. La Embajada China emitió un comunicado en el que se afirmaba que dicho gesto no era considerado ninguna ofensa para los ciudadanos chinos ni un gesto racista.
En 2010 Sussex Academic Press publicó Catholicism, War and the Foundation of Francoism. The Juventud de Acción Popular in Spain, 1931-1939, una obra de Lowe sobre las Juventudes de Acción Popular.
Actualmente colabora con ‘Carrusel Deportivo’ en la Cadena Ser. Además, tiene una sección en el programa con el periodista italiano Filippo Rizzi llamada ‘Tócala otra vez’ donde relacionan fútbol con canciones.
En noviembre de 2012 comenzó una campaña en su cuenta de Twitter para salvar al Real Oviedo, club del que es simpatizante desde su estancia en la ciudad como estudiante del Programa Erasmus, consiguiendo centenares de compras de acciones en las primeras dos horas desde que se abriese el periodo de adquisición, especialmente del público anglosajón.